# 金邦平旧居
金邦平旧居为原清政府翰林院检讨、直隶总督袁世凯的文案，北洋常备军督练处参议，清政府天津自治局督理兼资政院秘书长，中国银行筹备处总办，政事堂参议，北洋政府农商部总长，启新洋灰公司经理，耀华学校校长金邦平在天津的故居，位于当时的天津英租界的剑桥道（Cambridge Road）（今天津市和平区重庆道114号）。该建筑目前是天津市和平区文物保护单位和重点保护等级历史风貌建筑，并作为天津五大道近代建筑群的重要组成部分，被中华人民共和国国务院批准为全国重点文物保护单位。现为办公用房。

## 建筑风格
金邦平旧居二层砖木结构仿德庭院式楼房，局部为三层。外立面为清水墙面，建筑二层中部设有梯形阳台。旧居顶部为多坡屋顶，左侧为陡牛舌瓦顶，右侧为大筒瓦顶，并设有老虎窗。进门大厅出地面铺有彩色马赛克。